# Martina Krotter
Martina Krotter (Cipolletti, Río Negro, Argentina; 2 de junio de 2005) es una futbolista argentina. Juega de arquera en River Plate de la Primera División Femenina de Argentina.

## Trayectoria

### Inicios
Dio sus primeros pasos en el fútbol en la escuelita de fútbol femenino San Lorenzo del Mapu, después en San Isidro donde jugó con varones, para luego recalar en el Club Academia Pillmatún de Cipolletti. En 2019, fue parte de la Selección de Fútbol de Río Negro y disputó los "Juegos Nacional de la Araucanía".

### River Plate
Forma parte del Millonario desde 2021. A principios del año 2020, impulsada por su entrenador, realiza pruebas con la primera de River Plate, luego de ello, el D.T. de La Banda le comunicó su deseo de tenerla en el equipo. Decidieron junto a su familia, aceptar la decisión y mudarse a Buenos Aires.
Con la reserva de River se ha consagrado campeona de la Liga de Desarrollo 2022 Sub-16, ante Sarmiento de Junín. Fue subcampeona del Torneo de Reserva 2021 y campeona del Torneo de Reserva 2022.
Hizo su debut en Primera División el 3 de noviembre del año 2022, en la goleada 12-0 de su equipo ante Guaraní Antonio Franco por los octavos de final de la Copa Federal 2022. River acabaría ganando susodicho torneo y aunque no formó parte de la convocatoria para la final, al haber disputado partidos y ser parte del plantel, fue su primer título con la primera del Millonario.

## Estadísticas

### Clubes
| Club        | País      | Año             |
| ----------- | --------- | --------------- |
| River Plate | Argentina | 2021 - presente |

## Palmarés

### Títulos nacionales
| Título                               | Club        | País      | Año  |
| ------------------------------------ | ----------- | --------- | ---- |
| Copa Federal de Fútbol Femenino 2022 | River Plate | Argentina | 2022 |

### Títulos nacionales divisiones inferiores
| Título                                    | Club        | País      | Año  |
| ----------------------------------------- | ----------- | --------- | ---- |
| Liga de Desarrollo Sub-16                 | River Plate | Argentina | 2022 |
| Campeonato de Reserva del Fútbol Femenino | River Plate | Argentina | 2022 |

## Selección nacional
Fue convocada para la selección Sub-17 el 21 de febrero de 2022 para disputar el Sudamericano Femenino de Uruguay. En septiembre de 2022 fue parte de una convocatoria Sub-20 para jugar un amistoso ante Uruguay.

## Vida personal
Es hincha fanática de River Plate. Tiene 2 hermanos. Planea estudiar el profesorado de Educación Física.